# Hegedűs Csilla (karatesportoló)
Hegedűs Csilla (Oroszlány, 1978. február 4. –) világbajnok, négyszeres Európa-bajnok, kétszeres világkupa-győztes, többszörös magyar bajnok, karatesportoló és edző. Két alkalommal volt az év sportolója.[forrás?]

## Életútja
Tanulmányait 1984-ben Oroszlányon a 4-es számú Általános Iskolában kezdte. Elvégzése után az Oroszlányi Lengyel József Gimnáziumban folytatta, innen másodikos korában átjelentkezett Budapestre a Bródy Imre Gimnázium élsportolói tagozatára, és itt érettségizett 1996-ban.[forrás?]
A Testnevelési Főiskola Továbbképző Intézete keretei között 2004-ben végezte el a középfokú edzői tanfolyamot.[forrás?]
1984 márciusában megalakult az Oroszlányi Sport Egyesület keretében a karateszakosztály, Péter Gábor szenszei vezetésével. Tehetségét igen hamar megmutatta, mivel a pályafutásán megkezdése után egy héttel sikeres vizsgát tett.[forrás?]
Első érmét hétévesen szerezte meg, amit később közel 200-zal bővített.[forrás?]
1993-ban tanulmányai miatt Budapesten került átigazolásra a Kowax SE-be, Bíró György és Baranyai Sándor mesterek kezei alá. Ebben az évben a Miskolcon rendezett ifjúsági karate világkupán aranyérmet szerzett. 1996-ban ismét aranyérmet szerzett az ifjúsági világkupán.
1996 decemberében Baranyai Sándor külön dódzsót (edzőtermet) nyitott, a Ganz VSK keretein belül, és ővele tartotta az edzéseket. 1997-ben bronzérmet szerzett a shotokan karate Európa-bajnokságon, és ugyanebben az évben világbajnok lett a Japánban rendezett világbajnokságon. 1998-ban egyéniben és csapatban is junior Európa-bajnoki címet szerzett. 2000 áprilisában magyar bajnoki címet szerzett. 1999 decemberében jogutód nélkül megszűnt a Ganz VSK, amely 2000 szeptemberében alakult újra Respublika SE névvel. Itt kezdett el komolyabban gyermekek karateoktatásával foglalkozni. 2004-ben több tanítványa is aranyérmet szerzett a korcsoportos magyar bajnokságon.
2000-ben lehetősége nyílt más stílusokba is betekintést nyerni. Edzhetett Höning Miran Buda, majd később Zallel László szenszeinél.[forrás?]
2005 februárjában kivált a Respublika SE-ből és megalakította a saját egyesületét, melynek neve Hegedűs Karate Sportegyesület 2005. (HKSE). (Életében először 11 éves korában 4. kjú fokozattal vezetett edzést állami gondozottaknak heti két alkalommal.)[forrás?]
Övfokozata 4. dan /I.J.K.A. Shotokan/. A karate mellett dzsúdzsucuval  is foglalkozik, ahol az 1. kjú fokozatot szerezte meg. 2000-ben egy sérülés miatt kényszerült abbahagyni a versenyzést, amit 2005-ben kezdett újra.[forrás?]
2005 februárjától sihan Nánai Ferenc klubjánál volt egy ideig, majd mikor elhatározta, hogy újra versenyezni fog, a Fighter SE-hez igazolt, ahol Sajó Zoltán kezei alatt edzett és versenyzett. 2006-ban ismét magyar bajnokságot nyert.
Tagja volt a Felnőtt Magyar Karate válogatottnak, majd a válogatott csapatedzője lett.
1997 óta bíráskodik; WKF vezető A minősítéssel rendelkezik.
Tanítványai között nyolc magyar bajnok és több Világkupa-győztes, Európa-bajnoki bronzérmes található.[forrás?]

## Legjobb eredményei
- 2007. IJKA Európa-bajnokság Kumite csapat 1.
- 2007. IJKA Európa-bajnokság Kumite egyéni 2.
- 2007. WKF Magyar Bajnokság open kumite 2.
- 2007. WKF Magyar Bajnokság +60 kg kumite 3.
- 2006. WKF Magyar Bajnokság -60 kg kumite 1.
- 2005. IJKA Európa-bajnokság Kumite 1.
- 2005. IJKA Európa-bajnokság Kata 2.
- 2004. IJKA Magyar bajnokság Kumite1.
- 2004. IJKA Magyar bajnokság Kata 1.
- 2000. Asai Világkupa Kumite 3.
- 2000. Asai Világkupa Kata 2.
- 1999. Év sportolója
- 1998. Év sportolója
- 1998. ESKA EB egyéni Kumite 1.
- 1998. ESKA EB csapat Kumite 1.
- 1997. WKF Klubcsapatok Világbajnoksága Kumite 2.
- 1997. Seinsinkai Világbajnokság  Kumite 1.
- 1997. Kiváló ifjúsági sportoló
- 1997. ESKA EB egyéni Kumite 3.
- 1997. ESKA EB  csapat Kumite 3.
- 1996. WKF csapat Világkupa 3.
- 1996. Világkupa  Kumite 1.
- 1996. Kiváló ifjúsági sportoló
- 1993. Világkupa  Kumite 1.
- 1992. Világkupa  Kumite 2.

(Kb. 20X Magyar bajnokság (egyéni, csapat, JKA, Fudokan, IJKA) Kumite 1.